# مجلس شيوخ ولاية كاليفورنيا
مجلس شيوخ ولاية كاليفورنيا (بالإنجليزية: California State Senate) هو مجلس شيوخ ولاية كاليفورنيا الأمريكية، يقع المقر الرئيسي له في كابيتول ولاية كاليفورنيا، ويتكون من 40 مقعداً، وهو المجلس الأعلى في هيئة كاليفورنيا التشريعية.

## طالع أيضًا
- هيئة كاليفورنيا التشريعية